# Angiola Moretti
Angiola Moretti, född 1899, var en italiensk politiker (Nationella fascistpartiet).
Hon var ordförande för Fasci Femminili 1926-1930. Hon tillhörde de mest framträdande kvinnliga fascisterna och framhävdes som ett föredöme för den fascistiska kvinnan. 
Angiola Moretti förlorade sin post som ledare för Fasci Femminili 1930. Efter detta fanns ingen nationell ledare för fascistkvinnorna, endast lokala ledare, fram till 1937, när ett delat ledarskap bildades under två "inspektriser", Clara Franceschini och Giuditta Stelluti Scala Frascara, följd 1938 av ytterligare fyra: Wanda Bruschi Gorjux, och Laura Marani Argnani, Teresita Menzinger Ruata, och Olga Medici del Vascello.